# Dresden-Trachau
Dresden-Trachau – przystanek kolejowy na osiedlu Trachau w Dreźnie, w kraju związkowym Saksonia, w Niemczech. Znajdują się tu 2 perony.